# Михайлов, Анатолий Михайлович (композитор)
Анатолий Михайлович Михайлов (18 июля 1931 года, село Староселка, Чувашская АССР, РСФСР СССР — 22 ноября 1997 года, Чебоксары, Чувашская Республика, РФ) — видный деятель чувашской музыкальной культуры, композитор, музыкальный педагог.

## Биография
Родился 18 июля 1931 года в деревне Староселка Цивильского района Чувашской АССР.
Получив семиклассное образование в Ивановской сельской школе поступает учиться в Цивильский сельскохозяйственный техникум (1945-47). С 1948 года он начинает работать музыкальным руководителем в Цивильском детском доме и баянистом-аккомпаниатором в Цивильской профтехшколе. В 1954 году окончил дирижёрско-хоровое отделение Чебоксарского музыкального училища им. Ф. П. Павлова (в классе дирижирования В. Ф. Вержбицкого, в классе фортепиано — у Д. С. Нофель-Ходяшевой, по гармонии и музыкальной композиции — у Г. Г. Лискова).
Затем молодого музыканта призывает в армию, где он дослужился до дирижёра полкового ансамбля песни и танца. С 1957 по 1958 года учился в Уральской государственной консерватории им. М. П. Мусоргского в классе музыкальной композиции у доцента Г. Н. Белоглазова.
С 1958 по 1964 года преподаёт музыку в Чебоксарской школе № 1 и школе-интернат № 2; преподаёт дирижирование, баян, фортепиано; музыкально-теоретические и другие дисциплины в Чебоксарском музыкальном, Канашском педагогическом и Цивильском культурно-просветительном училищах.
В 1971 году принят в Союз композиторов СССР, а с 1977 года полностью отдаёт себя композиторскому творчеству, ведет концертную, музыкально-пропагандистскую и просветительскую деятельность. Провёл около 300 авторских концертов и творческих встреч в Чувашии и городах Поволжья.
В 1990 году организовывал Ассоциацию композиторов Чувашской Республики, его избирают Президентом. С 1994 года — председатель Правления Музыкального общества Чувашской Республики.
Скончался 22 ноября 1997 года после тяжёлой продолжительной болезни.

## Память[2]
В апреле 1998 года документы Михайлова его вдова — Лидия Терентьевна Михайлова — передала на хранение в Госархив Чувашской Республики.

## Произведения, книги
Композитор создал около 1000 музыкальных произведений: оперетту «Плывут, летят крылатые» на либретто С. Щербакова; музыку к 15 спектаклям Республиканского театра кукол и к драме П. Осипова «Айдар»; «Поэму» для скрипки и фортепиано; 6 маршей для духового оркестра: «Марш военных лет», «Марш ПТУ»; романсы и песни.
Им написаны мелодии на стихи И. Ивника, А. Лукина, А. Савельева и др. Значительное место в его творчестве занимают песни о всех городах Чувашии, героях, выросших на чувашской земле, о Москве, о волжских и российских городах.
Вокальные, хоровые, инструментальные произведения Анатолия Михайлова изданы на грампластинках фирмы «Мелодия», хранятся в фондах Чувашского и Российского радио.
В Москве и Чувашии книжными издательствами были изданы 10 его авторских сборников произведений, в том числе 8 песенно-хоровых.